# Cyana bigutta
Cyana bigutta is een vlinder uit de familie spinneruilen (Erebidae), onderfamilie beervlinders (Arctiinae). De wetenschappelijke naam van de soort is voor het eerst geldig gepubliceerd in 2005 door Karisch.
Deze nachtvlinder komt voor in tropisch Afrika.